# Johann Ulrich Kraus
Pour les articles homonymes, voir Kraus.
Johann Ulrich Kraus, né le 23 juin 1655 à Augsbourg et mort le 16 juillet 1719 dans la même ville, est un graveur et éditeur allemand.

## Biographie

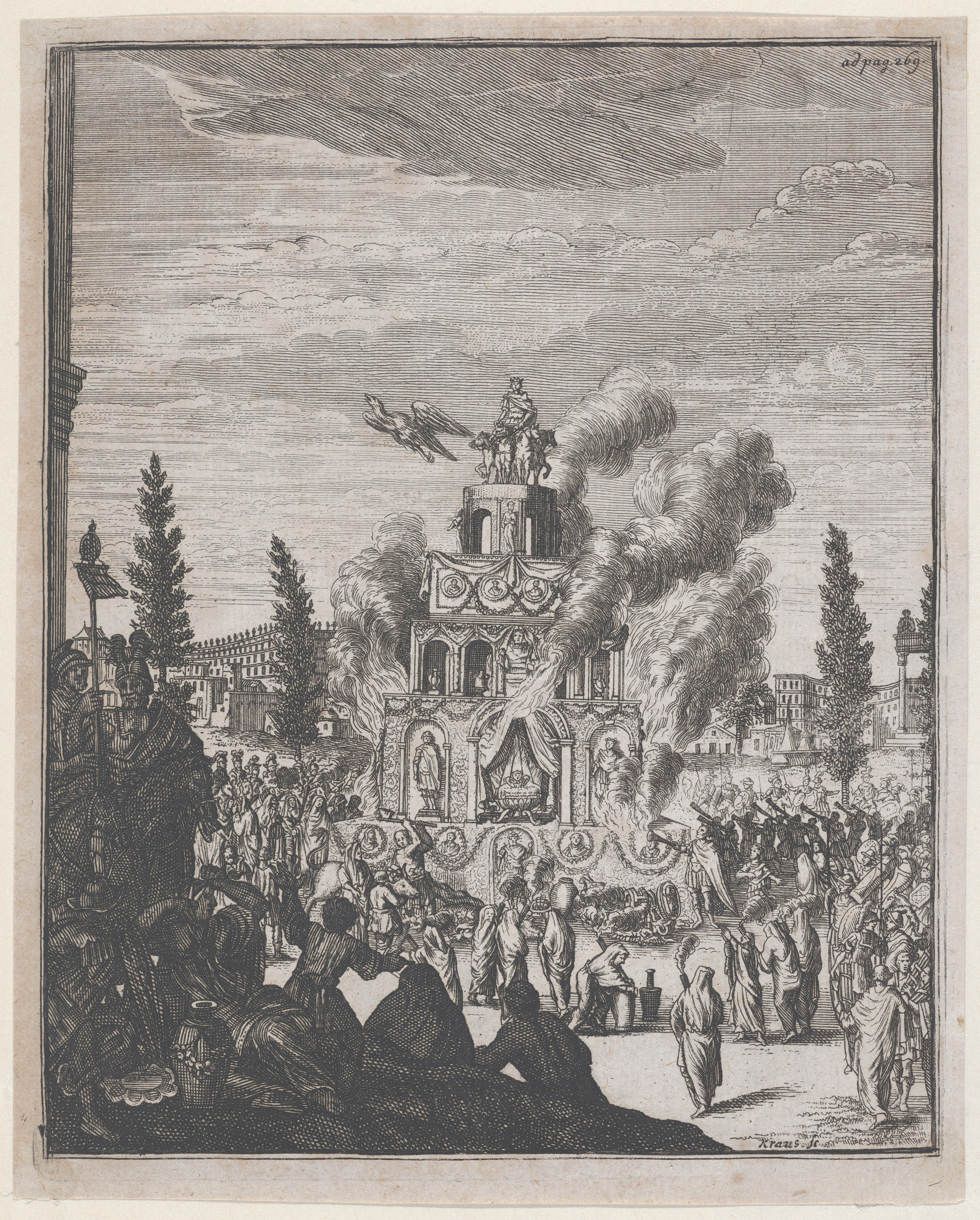
Une célébration (vers 1675 –1719, Metropolitan Museum of Art).

Johann Ulrich Kraus naît le 23 juin 1655 à Augsbourg.
Il est le gendre et l'élève Melchior Küsel, avec qui il exécute et signe les Aventures d'Ulysse, d'après le Primatice. Il grave aussi l’Intérieur de Saint-Pierre de Rome. Il imite Sébastien Le Clerc et réalise des copies d'Albrecht Dürer et de Lucas de Leyde. Il grave des vues, des sujets bibliques et travaille pour des libraires.
Johann Ulrich Kraus meurt le 16 juillet 1719 dans sa ville natale.